# 賴森德諾倫山
46°46′00″N 8°24′03″E / 46.766536°N 8.400923°E
賴森德諾倫山（Reissend Nollen），是瑞士的山峰，位於該國中西部，處於伯恩州和上瓦爾登州接壤的邊界，屬於烏里山的一部分，海拔高度3,003米，每年平均降雨量2,465毫米。